# Песня остаётся всё такой же
«Песня остаётся всё такой же» (англ. The Song Remains the Same) — концертный фильм британской рок-группы Led Zeppelin. Существует несколько вариантов перевода названия фильма на русский язык, в том числе «Песня остаётся прежней», «Песня остаётся неизменной». Запись материалов для фильма происходила в течение трёх ночных концертов в «Мэдисон-сквер-гарден» в Нью-Йорке в ходе тура 1973 года группы по США. Премьера фильма состоялась 21 октября 1976 года в Нью-Йорке в Cinema One, а две недели спустя в Лондоне. За месяц до премьеры (21 сентября) был выпущен одноимённый концертный альбом The Song Remains the Same с музыкальным материалом из фильма.

DVD-версия фильма была представлена 31 декабря 1999 года.
Фильм был переиздан 20 ноября 2007 года компанией Warner Home Video на DVD, HD DVD, и Blu-ray Disc с включением ранее не публиковавшихся материалов.

## Сюжет
Фильм состоит из множества сцен, включающих в себя записи концертов в Madison Square Garden и съёмки за кулисами в Baltimore Civic Centre осуществлённые в том же туре, которые перемежаются с постановочными сюжетами. В кинематографических сценах отображены эпизоды нападения мафии и эпизоды в стиле фэнтэзи.

### Список сцен DVD-издания
1. Mob Rubout
2. Mob Town Credits
3. Country Life («Autumn Lake»)
4. «Bron-Yr-Aur»
5. «Rock and Roll»
6. «Black Dog»
7. «Since I've Been Loving You»
8. «No Quarter»
9. Who’s Responsible?
10. «The Song Remains the Same»
11. «The Rain Song»
12. Fire and Sword
13. Capturing the Castle
14. Not Quite Backstage Pass
15. «Dazed and Confused»
16. Strung Out
17. Magic in the Night
18. Gate Crasher
19. No Comment
20. «Stairway to Heaven»
21. «Moby Dick»
22. Country Squire Bonham
23. «Heartbreaker»
24. Grand Theft
25. «Whole Lotta Love»
26. End Credits (за кадром звучит «Stairway to Heaven»)

### Постановочные сцены
Помимо документальных съёмок с концертов, а также разговоров за сценой, для фильма были сняты постановочные сцены с участием всех музыкантов группы и менеджеров Гранта и Коула. Это следующие сцены:
- Грант и Коул в роли гангстеров едут на старинном автомобиле 1928 года по парку Хаммервуд в Суссексе, в машине также дама в шарфе (жена Гранта). Гангстеры расстреливают миллионеров, сидящих за карточной игрой. В небольшом камео одного из миллионеров снят музыкант Рой Харпер.
- Роберт Плант с женой Морин и двумя детьми гуляет по своему загородному поместью в Уэльсе и получает письмо с вызовом на концерт в США.
- Джон Пол Джонс дома читает на ночь сказку двум дочерям и также получает письмо с вызовом на концерт в США.
- Джон Бонэм в своём поместье в Вустершире с женой и сыном Джейсоном.
- Джимми Пейдж сидит возле озера в своём поместье в Пламптоне (Восточный Суссекс) и играет на колёсной лире.
- Роберт Плант в образе средневекового рыцаря бродит по берегу моря с мечом, плывёт на лодке по морю, скачет на лошади, сражается в замке и освобождает прекрасную даму.
- Джон Пол Джонс, также в средневековом антураже, ночью играет на огромном органе в церкви, затем едет на лошади в пугающей маске, затем возвращается домой, где его встречают жена и дети.
- Джимми Пейдж ночью карабкается вверх по поросшей лесом скале. Наверху он видит стоящего на краю скалы старика в белом костюме, с фонарём в руке (Отшельник из карт Таро). Лицо старика показано крупным планом: оно постепенно становится моложе, пока наконец не становится лицом самого Пейджа в молодости и в детстве; затем происходит старение лица в обратном порядке.
- Джон Бонэм играет в снукер; гуляет по своему поместью с женой; едет на автомобилях моделей, в том числе участвует в дрэг-рейсинге; подыгрывает своему сыну Джейсону, играющему на детской ударной установке.

## В главных ролях
- Питер Грант
- Джимми Пейдж
- Джон Пол Джонс
- Роберт Плант
- Джон Бонэм
- Ричард Коул

## Дополнительные факты
- Во время выступления Led Zeppelin в Madison Square Garden произошла кража денег и документов музыкантов из депозитного сейфа отеля Drake Hotel. В специальное издание фильма, вышедшее в 2007, включён репортаж с пресс-конференции Питера Гранта, посвящённой данному событию.